# Unfruchtbarkeit
Unfruchtbarkeit (Synonyme: Fruchtlosigkeit, Sterilität, Impotentia generandi, Zeugungsunfähigkeit, früher auch Unbährhaftigkeit) bezeichnet das Unvermögen, Früchte hervorzubringen. Dabei wird das Wort Frucht (Synonyme: Ausbeute, Erlös, Ernte, Ertrag, Feldfrucht, Vorteil, Wert und Wirkung) in einem breiten Sinn verwendet, sodass Unfruchtbarkeit beispielsweise für fehlenden oder nur geringen landwirtschaftlichen Ertrag, für zur Fortpflanzung nicht fähig oder im übertragenen Sinn auch für sinn- oder nutzlose Gedanken, Gespräche oder Diskussionen steht. Das Gegenteil wird mit fruchtbar bzw. Fruchtbarkeit bezeichnet.
In der Biologie beschreibt der Begriff Unfruchtbarkeit die Zeugungs- und Empfängnisunfähigkeit. Fachsprachlich werden hier die Begriffe Sterilität (bei männlichen Wesen) oder Infertilität (bei weiblichen Wesen) gebraucht. In der Humanmedizin gilt ein Paar als steril, wenn trotz bestehenden Kinderwunsches nach mindestens einem Jahr regelmäßigen Geschlechtsverkehrs ohne empfängnisverhütende Maßnahmen keine Empfängnis eintritt.

## Unfruchtbarkeit beim Menschen
Nach Angaben der Weltgesundheitsorganisation (WHO) ist jede sechste Person, im gebär- bzw. zeugungsfähigen Alter, zumindest zeitweise unfruchtbar. Die Auswertung von über 12.000 Studien (aus den Jahren 1990 bis 2020) ergab, dass global betrachtet 17,5 Prozent aller Menschen – dauerhaft oder vorübergehend – von Unfruchtbarkeit betroffen sind.
Es gilt schon lange als gesicherte Erkenntnis, dass die individuelle Fruchtbarkeit mit steigendem Lebensalter abnimmt. Früher ging man davon aus, dass etwa ein Drittel der erfassten Fälle auf Ursachen bei den weiblichen Individuen zurückzuführen ist, ein Drittel auf männlicher Zeugungsunfähigkeit beruht und bei einem Drittel der Fälle sind kombinierte oder keine Ursachen zu finden. Eine 2023 veröffentlichte WHO-Studie unterscheidet hier etwas differenzierter und sieht die Gründe für Unfruchtbarkeit in 35 Prozent der Fälle bei der Frau, in 30 Prozent der Fälle beim Mann und bei 20 Prozent bei beiden Partnern, während sich die Ursachen in 15 Prozent der Fälle nicht benennen ließen.
Primäre Sterilität bezeichnet bei Frauen das Nichteintreten einer Schwangerschaft nach einem Jahr regelmäßigen Geschlechtsverkehrs ohne Verhütungsmittel bei einer Frau, die noch nie konzipiert hat. Sekundäre Sterilität bezeichnet das Nichteintreten einer Schwangerschaft nach einem Jahr bei regelmäßigem Geschlechtsverkehr ohne Verhütungsmittel bei einer Frau, die bereits mindestens einmal schwanger war.

### Empfängnisunfähigkeit
Faktoren, die bei Frauen zur Unfruchtbarkeit führen können, sind Ovulationsschwierigkeiten, Follikelreifungsstörungen, blockierte Eileiter (unterbrochen/verklebt/verengt), hormonelle Störungen (Hyperprolaktinämie, Hypothyreose, Hyperandrogenämie), Endometriose, Unfähigkeit der befruchteten Eizelle, sich in der Gebärmutter einzunisten, Unfähigkeit, eine Schwangerschaft erfolgreich zu beenden, genetische Defekte, perniziöse Anämie (Vitamin-B12-Mangel), Infektion durch eine sexuell übertragbare Erkrankung, wie beispielsweise Chlamydien oder Gonorrhoe, das Alter (die Fruchtbarkeit der Frau nimmt ab dem 35. Lebensjahr signifikant ab), Stress, Über- und Untergewicht, Alkohol- und Drogenmissbrauch, Schädigungen durch Behandlungen bösartiger Erkrankungen (Chemotherapie, Strahlentherapie) und Zöliakie. Auch nisten sich die befruchteten Eizellen bei starken Raucherinnen schwerer im Endometrium ein.

### Zeugungsunfähigkeit
Der Hauptfaktor beim Mann ist die Qualität des Spermas; wesentlich sind Zahl und Qualität (Motilität und Aussehen) der Spermien.
Impotentia generandi
Faktoren, welche die Samenqualität beeinflussen können, sind Alkohol und andere Drogen, Nikotin, Umweltschadstoffe, das Alter (die Zahl der beweglichen Spermien nimmt mit dem Alter kontinuierlich ab), berufsbedingte Schadstoffexposition, Ernährungsgewohnheiten (z. B. Belastung durch östrogenähnliche Substanzen), Bauchhoden, Varikozele, Leistenhoden, Mumps (Mumpsorchitis), Infektionen im Bereich der ableitenden Samenwege (z. B. Prostatitis, Epididymitis), Schädigungen durch Behandlungen bösartiger Erkrankungen (Chemotherapie, Strahlentherapie), ionisierende Strahlung (zum Beispiel bei Flugreisen oder Röntgenuntersuchungen) und Krankheiten, wie perniziöse Anämie bei Vitamin-B12-Mangel. Zeitweise kann die Qualität der Spermien auch durch den Besuch von Sauna oder Whirlpool beeinträchtigt werden, da die Hitze die Spermien zerstören kann. Nach der Hitzeeinwirkung gebildete Zellen werden davon jedoch nicht beeinflusst. Da die optimale Temperatur für die Spermienbildung etwa 2 Grad Celsius unter der normalen Körpertemperatur liegt, werden auch zu enge Hosen und zu häufiges Sitzen als Ursache für schlechte Spermienqualität angenommen.
Diese Faktoren können zu einem OAT-Syndrom oder zur Azoospermie führen. Untersuchungen zeigen, dass die Samenqualität mit dem Alter abzunehmen scheint. Seit Jahren wird eine Abnahme der Spermaqualität weltweit kontrovers diskutiert.
Impotentia coeundi
Neben den oben genannten Faktoren, die vorwiegend die Qualität der Spermien beeinträchtigen, sind die Faktoren, welche den Samentransport beeinflussen, für die Fruchtbarkeit von Bedeutung. Dabei geht es um die Fähigkeit des Mannes, sein Sperma in ausreichender Menge in die weibliche Gebärmutter einzubringen, so dass das Ei befruchtet werden kann. Die bedeutendste Problematik in dieser Beziehung ist die Erektile Dysfunktion (umgangssprachlich als „Impotenz“ bezeichnet), d. h. die Unfähigkeit des Mannes, eine hinreichende Erektion des Penis herbeizuführen, um die Kopulation durchzuführen. Daneben gibt es noch andere Krankheitsbilder wie die retrograde Ejakulation, bei der das Sperma bei der Ejakulation in die Harnblase anstatt zur Penisöffnung geleitet wird. Ein Verschluss des Ductus ejaculatorius ist in 1–5 % der Fälle männlicher Zeugungsunfähigkeit die zugrunde liegende Ursache.

### Immunologische Inkompatibilität der Partner
In wenigen Fällen kann der Vaginaltrakt eine immunologische Reaktion gegen Bestandteile des Spermas – nicht gegen die Spermien selbst – aufweisen.
Für das weibliche Immunsystem ist es nicht selbstverständlich, einen Embryo, der zur Hälfte aus fremden Genen besteht, im eigenen Körper zu dulden. Im Extremfall verhindert eine Immunreaktion die Befruchtung, in seltenen Fällen kann eine immunologische Inkompatibilität der Gene Unfruchtbarkeit verursachen. Auch im Vorfeld der Fortpflanzung kann es zu weiblichen Immunreaktionen gegen Teile von männlichen Sexualsekreten kommen. Die Forschung lässt vermuten, dass die für eine Befruchtung notwendige Immuntoleranz der Frau durch häufigen Geschlechtsverkehr aufgebaut werden kann. Hierbei ausschlaggebend sei die Gewöhnung des weiblichen Immunsystems an das Sperma des Partners. Laut Koelman und Dekker (1999) kann möglicherweise auch Oralverkehr zu einer solchen immunologischen Toleranzbildung beitragen.

### Diagnostik
Die Diagnostik bei einem unerfüllten Kinderwunsch gehört immer in die Hände von Spezialisten. Grundsätzlich müssen dabei sowohl der Mann als auch die Frau mitwirken, da bei beiden mögliche Ursachen (s. o.) liegen können.
Als erstes wird grundsätzlich eine umfassende Anamnese erhoben. Dabei erfragt der behandelnde Arzt:
- Wie lange besteht bei Ihnen ein Kinderwunsch?
- Waren Sie schon früher wegen Ihres Kinderwunsches in ärztlicher Behandlung?
- Haben Sie eine eigene Erklärung für Ihre Kinderlosigkeit?
- Wie sehr leiden Sie beide unter der Kinderlosigkeit?
- Was hat sich in Ihrem Leben seit der Unfruchtbarkeit verändert (Partnerschaft, Beruf, Selbstwertgefühl)?

Zur Untersuchung des Mannes gehören Tast- und Ultraschalluntersuchung, Spermiogramm, Hormonspiegeluntersuchung (üblicherweise nur, wenn sich im Spermiogramm eine geringe Anzahl von Spermien findet), genetische Untersuchungen (Karyogramm) und Hodenbiopsie.
Zur Untersuchung der Frau gehören Zyklusanamnese. Dabei werden mindestens drei bis maximal sechs Menstruationszyklen lang Begleiterscheinungen beobachtet und dokumentiert. Dadurch kann festgestellt werden, ob zum Beispiel eine Gelbkörperschwäche vorliegt (bei verkürztem Zyklus) oder ob überhaupt kein Eisprung stattfindet (bei Ausbleiben der Menstruation)), Basaltemperaturkurve, Hormonwertuntersuchung, Tast- und vaginale Ultraschalluntersuchung (Beurteilung der Gebärmutter und der Eierstöcke), Gebärmutterspiegelung (Erkennen von Verklebungen, Myomen oder Polypen in der Gebärmutter und Ausschluss von Fehlbildungen), Bauchspiegelung (Erkennen von Verwachsungen oder Myome), Chromopertubation sowie Kontrastmittelsonografie (synonym Hysterokontrastsonografie HKSG, Hysterosalpingo-Sonografie HSG zur Prüfung der Durchgängigkeit der Eileiter.
Schließlich gibt es noch Untersuchungen zur Kompatibilität der Spermien des Mannes mit dem Zervixschleim der Frau (Kremer-Test).
Lässt sich in der Diagnostik keine Ursache für die Unfruchtbarkeit finden, spricht man von einer Sterilitas ex causa ignota (Unfruchtbarkeit aus unbekannter Ursache) oder Sterilitas sine materia (symptomlose Unfruchtbarkeit).

### Behandlungsmöglichkeiten
Schon immer und überall versuchten Menschen, ihre Fruchtbarkeit zu beeinflussen und Unfruchtbarkeit zu behandeln. Im Jahr 1926 beschrieb Hermann Stieve Die Unfruchtbarkeit als Folge unnatürlicher Lebensweise. Abhängig von der Ursache gibt es für beide Partner verschiedene Möglichkeiten, Unfruchtbarkeit zu behandeln. Dazu sollten ein Körpergewicht mit einem BMI zwischen 18 und 30 angestrebt, ein Nikotinkonsum gestoppt und der Alltagsstress möglichst reduziert werden. Hormonell kann der Eisprung zum Beispiel durch den Arzneistoff Clomifen herbeigeführt werden, auch können bei Männern Potenzmittel als Behandlung in Frage kommen.
Chirurgische Maßnahmen können in Fällen blockierter Eileiter sowie (eventuell in Kombination mit einer hormonellen Behandlung) zum Beispiel bei einer Endometriose in Frage kommen. Auch eine intrakorporale künstliche Befruchtung (dabei wird der Frau aufbereitetes Sperma des Partners in den Gebärmutterhals eingeführt) und eine extrakorporale künstliche Befruchtung (In-vitro-Fertilisation, IVF- dabei werden der Frau nach einer durch eine Hormonbehandlung hervorgerufenen Hyperovulation (das gleichzeitige Heranreifen mehrerer Eizellen) mehrere reife Eizellen entnommen, außerhalb des Körpers (in vitro) befruchtet (maximal vier Eizellen) und wieder in die Gebärmutter eingesetzt (Embryonentransfer, ET)) stehen zur Verfügung. Als seltenere Maßnahmen werden auch ein eileiterinterner Keimzellentransfer (intratubarer Gametentransfer: Hier werden Eizellen und Sperma in die Eileiter gepflanzt, was die Befruchtung der Eizelle im Körper der Frau ermöglicht), der Transfer einer befruchteten Eizelle (ähnlich wie bei der künstlichen Befruchtung, nur im Eileiter statt in der Gebärmutter) oder die Eizellenspende einer anderen Frau (in Kombination mit künstlicher Befruchtung) eingesetzt. Auch können Spendersamen direkt in die Gebärmutter eingeführt oder eine intrazytoplasmatische Spermieninjektion durchgeführt werden (ein einzelnes Spermium wird direkt in eine Eizelle injiziert und die befruchtete(n) Eizelle(n) werden dann in die Gebärmutter transferiert). Keine der angewendeten Therapien kann einen Erfolg garantieren.
Es ist möglich, dass eine Leihmutter das Kind austrägt. Da es aber dabei zu wesentlichen rechtlichen und ethischen Konflikten kommen kann und da sich auch Vermittlungsagenturen für Leihmutterschaften bilden könnten, ist die Vermittlung von Leihmüttern in Deutschland seit 1989 verboten. Auch die Leihmutterschaft selbst wurde ab 1991 nach dem Embryonenschutzgesetz untersagt. In Großbritannien ist die Leihmutterschaft erlaubt, allerdings stehen die gewerbsmäßige Beteiligung an der Erstellung und Aushandlung von Vereinbarungen über die Ersatzmutterschaft einschließlich der Herstellung des dafür erforderlichen Kontakts unter Strafe. Auch die gewerbliche Veranlassung Dritter, entsprechende Handlungen vorzunehmen, sowie die Suche nach einer Ersatzmutter oder das Anbieten der Ersatzmutterschaft in Zeitungen etc. sind strafbar.
In den letzten Jahren wurden verschiedene Maßnahmen etabliert, die einen Erhalt der Fertilität bei Krebserkrankungen und der notwendigen Behandlung anstreben. Im deutschsprachigen Raum werden diese Maßnahmen der Fertilitätsprotektion durch das Netzwerk Fertiprotekt koordiniert und publiziert.

### Weitere Aspekte

#### Moralisch
Es gab und gibt viele moralische Debatten, die sich mit Unfruchtbarkeit und ihrer Behandlung beschäftigen, heute mit besonderer Rücksicht auf beteiligte Embryonen.
Manche Religionen missbilligen einige oder sogar alle Fruchtbarkeitsbehandlungen. Eine Nebendiskussion beschäftigt sich damit, ob die Behandlung durch gesetzliche Krankenkassen bezahlt werden sollte – und wenn ja, wie oft, bis zu welchem Alter und für welchen Frauenkreis (z. B. nur für Frauen mit Partner oder Partnerin).

#### Psychologie
Seelische Faktoren sind als Ursache und/oder Folge an der Unfruchtbarkeit immer beteiligt. Ein unerfüllter Kinderwunsch wird von vielen Betroffenen als Schicksalsschlag erlebt und ruft psychischen Schmerz und Trauer hervor. Unfruchtbarkeit und Unfruchtbarkeitsbehandlung gehen vielfach mit Stress und mit einem höheren Risiko einer posttraumatischen Belastungsstörung einher.
Faktoren, die bei der ungewollten Kinderlosigkeit eine Rolle spielen können, sind die Motive für den Kinderwunsch, die Persönlichkeitsstruktur beider Partner, eine unbewusste Angst vor einem Kind, die Struktur der Paarbeziehung sowie die Arzt-Patient-Beziehung in der Sterilitätsbehandlung.

## Unfruchtbarkeit des Bodens
Von einer Unfruchtbarkeit des Bodens spricht man in der Bodenkunde, wenn dessen Eigenschaften (mineralogische, physikalische, chemische und biologische) für das Wachstum von Pflanzen schlecht oder nicht geeignet sind.

## Unfruchtbarkeit in Literatur und Film
Unfruchtbarkeit im humanmedizinischen Sinne ist auch in Werken der Literatur und des Films behandelt worden, etwa in dem von Ulrich Erfurth inszenierten deutschen Spielfilm Frucht ohne Liebe (1956).